# Яу-Балык
Яу-Балык — бессточное озеро в Аргаяшском районе Челябинской области. Площадь поверхности водного зеркала — 3,9 км². Площадь водосборного бассейна — 16,5 км². Высота над уровнем моря — 222,1 м.
Южный и западный берега заболочены, северный — порос лесом, на восточном — деревня Тугузбаева.
Яу-Балык ежегодно зарыбляется пелядью и карпом, также встречаются налим и карась.
Название озера, скорее всего, происходит от башкирских слов «яу», что означает «война/битва/нашествие», и «балык» — «рыба». В прошлом существовало название Яубалык, что переводится как «пёстрая рыба».
Вблизи озера проходит дорога 75К-519 Илимбетова — Дербишева.